# Dom Sportova
Der Dom Sportova ist eine Mehrzweckhalle in der kroatischen Hauptstadt Zagreb. Der Eishockeyclub KHL Medveščak Zagreb aus der Prvenstvo Hrvatske u hokeju na ledu (deutsch Kroatische Eishockey-Meisterschaft) trägt hier, neben der Arena Zagreb, seine Spiele aus. Des Weiteren nutzt der Basketballverein KK Cedevita die Halle.

## Geschichte

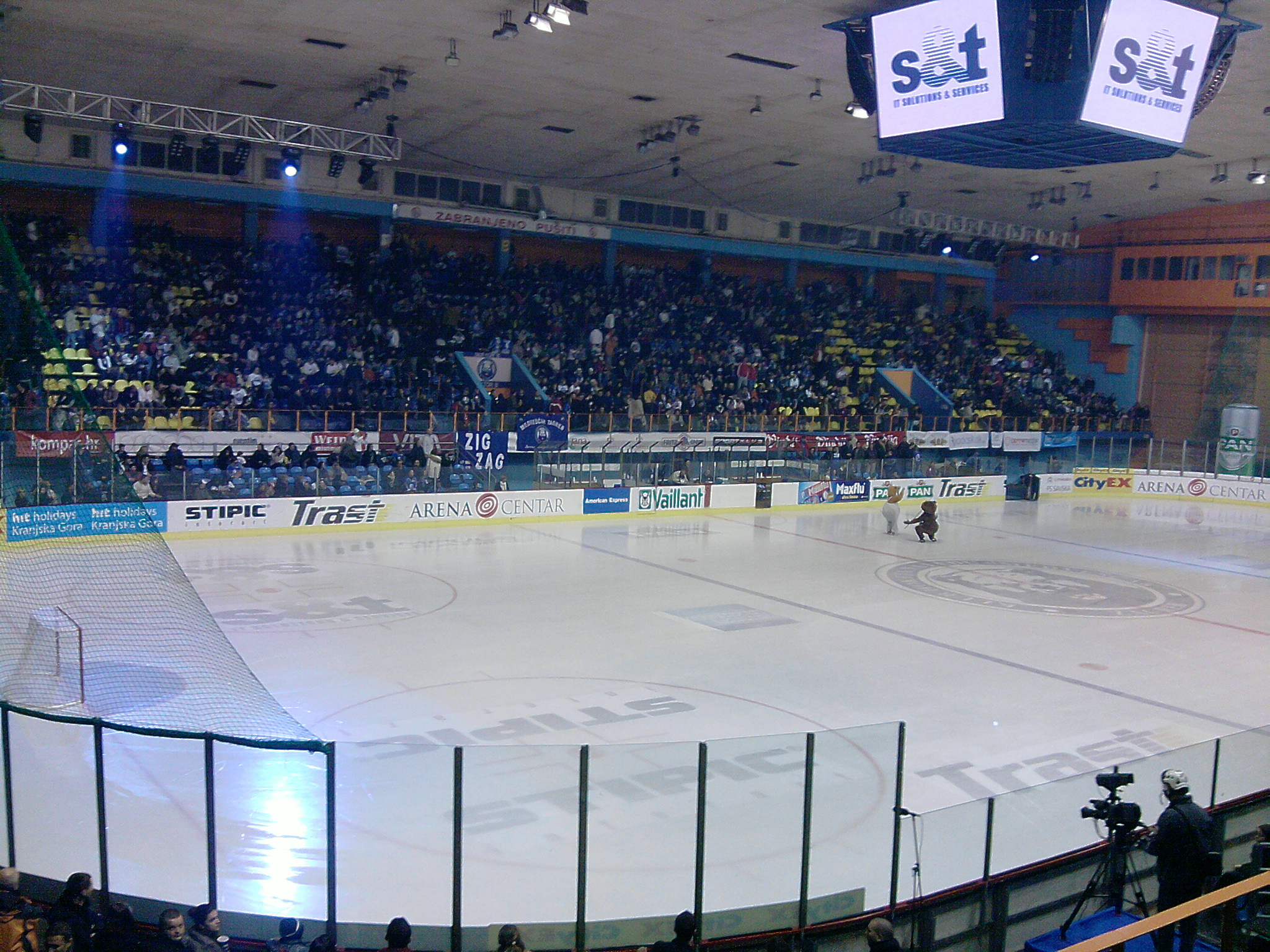
Spiel im Dom Sportova zwischen KHL Medveščak Zagreb und dem EC Graz 99ers im Jahr 2010

Die Arena wurde am 17. Juni 1972 eröffnet. Sie beinhaltet unter anderem eine Eissporthalle mit 6358 Sitzplätzen, eine Ballsporthalle für 3100 Zuschauer und weitere kleinere Sporthallen sowie ein Fitnessstudio und einen Schießstand.

## Veranstaltungen
Sämtliche Partien der Basketball-Europameisterschaft 1989 fanden in der Arena statt. Von 1996 bis 1997 und von 2006 bis 2015 war die Halle Austragungsort eines ATP-Tennisturniers. 2000 machte die Handball-Europameisterschaft Station in der Zagreber Sportarena. 2003 war der Dom SportovaAustragungsort der Handball-Weltmeisterschaft der Frauen. 2005 war der Hallenkomplex Austragungsort der Volleyball-Europameisterschaft der Frauen. 2008 und 2013 wurden im Dom Sportova die Eiskunstlauf-Europameisterschaften ausgetragen. Die Eishockey-Weltmeisterschaft der Herren der Division II (Gruppe A) 2007 und die Eishockey-Weltmeisterschaft der Herren der Division II (Gruppe A) 2013 kamen in der Mehrzweckhalle zur Austragung.
Darüber hinaus dient der Dom Sportova als Konzerthalle für Künstler und Bands.